# Nuño Pérez de Lara
Nuño Pérez de Lara (? - Conca, 27 de juliol de 1177) va ser un noble del Regne de Castella.
Fill de Gonzalo Nuñez de Lara, pertanyia a una poderosa família del regne. Primer va ser alferes de la cort amb Alfons VII de Castella, i més tard regent durant la minoria d'edat d'Alfons VIII de Castella. Va destacar per haver fundat diversos monestirs i haver combatut fins al final juntament amb la corona castellana.
El rei Alfons VII va donar a don Nuño Pérez de Lara l'Alfoz de Ibia el 1146, i va morir el 1147 durant el setge de Conca.